# José Benjamín de la Vega
José Benjamín de la Vega (La Rioja, Argentina; abril de 1832 - Formosa; enero de 1891) fue un abogado, político, juez y periodista argentino, que ejerció como gobernador de la Provincia de La Rioja entre 1869 y 1871.

## Biografía
Estudió en el Colegio de Monserrat, en la ciudad de Córdoba, y la Universidad de esa misma ciudad, donde se recibió de abogado en 1857.
Hasta 1859 fue defensor de pobres y menores de la Provincia de Córdoba. En 1860 se estableció en Corrientes, donde se unió al partido liberal. En esa misma ciudad editó junto con Juan Eusebio Torrent el periódico La Libertad, desde el que combatían la política del gobierno de la Confederación Argentina. Ocupó varios cargos políticos, entre ellos diputado provincial y fiscal del estado. Apoyó la revolución de 1861 y fue secretario del gobernador José Manuel Pampín.
En 1863 fue senador nacional por el partido del presidente Bartolomé Mitre, y a partir del año siguiente fue nombrado juez federal en San Juan.
En marzo de 1869 fue elegido gobernador de su provincia natal, La Rioja, sucediendo a Nicolás Barros. Se pronunció a favor del presidente Sarmiento y del vicepresidente Alsina, fundando de esa manera el Partido Autonomista en su provincia. Dividió el territorio de su provincia en doce departamentos, organizó la Guardia Nacional, incluyendo en éstas a los montoneros que habían combatido en las últimas guerras civiles a órdenes del Chacho Peñaloza y de Felipe Varela. Organizó el poder judicial de la provincia, creó varias escuelas y fundó el Colegio Nacional.
Dejó el mando en junio de 1871 en manos de Pedro Gordillo, autonomista. Hasta el año 1874 fue diputado nacional, y apoyó la política educativa del presidente Nicolás Avellaneda; éste le ofreció el cargo de ministro de educación, pero renunció al mismo por su anticlericalismo, que contrastaba con el catolicismo militante del presidente. 
Sin renunciar a su cargo de diputado fue ministro de educación del gobernador correntino Miguel Victorio Gelabert. En 1875 fue nombrado presidente de la corte de justicia de la Provincia de Corrientes, cargo que renunció pocos años más tarde, por la revolución liberal.
En 1880 fue juez federal en Paraná, y al año siguiente juez de instrucción en Gualeguaychú, además de profesor de derecho en el Colegio de Concepción del Uruguay.
A fines de la década de 1880 fue nombrado juez en el Territorio Nacional de Formosa. En enero de 1891 fue nombrado gobernador de ese territorio, pero murió en la ciudad de Formosa pocos días después, sin haber asumido el cargo.